# Fast genial
Fast genial ist der dritte Roman des deutsch-schweizerischen Schriftstellers Benedict Wells, erschienen 2011 im Diogenes Verlag. Die Geschichte handelt von dem untalentierten Francis Dean, der als Kind eines Samenspende-Programms gezeugt wurde und seinen biologischen Vater, den er sich als Genie vorstellt, sucht. Der Roman wurde von Coming-of-Age-Filmen und Roadmovies inspiriert.

## Inhalt
Der zu Beginn der Handlung 17-jährige Francis Dean lebt unzufrieden in einem Trailerpark in Claymont, Delaware, als ihm seine psychisch kranke Mutter nach einem Selbstmordversuch mitteilt, er sei als Kind eines Samenspende-Programms für hochintelligente Kinder gezeugt worden, weshalb er nie seinen biologischen Vater kennengelernt habe. Mit einigen wenigen Indizien in Bezug auf dessen Namen und Herkunft macht er sich auf den Weg nach Kalifornien, wobei seine Freunde Grover und Anne-May ihn begleiten.

## Entstehung
Wells schrieb Fast genial in einer WG in Barcelona, nachdem er seine ersten Jahre als Schriftsteller in Berlin verbracht hatte. Eine gewisse Aufmerksamkeit erlangte das Buch nach einer Vorstellung im Heute-journal am Tag der Publikation.
Während die Figuren und Handlungsstränge fiktional sind, basiert der Roman auf wahren Begebenheiten. So existierte die Samenbank wirklich von 1980 bis 1999 unter dem Namen «Repository for Germinal Choice» unter Leitung des amerikanischen Eugenikers Robert Klark Graham.

## Rezeption
Mit dem Erscheinen stieg Fast genial auf Platz 6 auf der Spiegel-Bestsellerliste ein und wurde in den Feuilletons grösstenteils positiv rezipiert. Als gelungen bezeichnet wurden die Figurendynamiken und die Spannung, die laut dem Heute-journal gegen Ende an die eines Krimis erinnere. Kritisiert wurde hingegen, die junge Perspektive werde nicht authentisch genug etabliert und der Reise durch die Vereinigten Staaten mangele es an amerikanischer Atmosphäre.
Zu einem vollständig ablehnenden Schluss kam Rainer Moritz in der Neuen Zürcher Zeitung, wo er die wahrgenommene «sprachliche Anspruchslosigkeit» als kaum ertragbar bezeichnet. Ebenso irritierend findet er die platten Sprachbilder und den inhaltlichen Ablauf von Francis’ Emanzipierung gegenüber seinem Vater, den er als zu moralisierend wahrnimmt.

## Hörspielbearbeitung
Im Jahr 2012 erstellte Anja Herrenbrück von Fast genial eine Hörspielfassung für den WDR, bei der sie auch die Regie führte. Die Erstsendung fand am 7. August 2012 statt. Die Abspieldauer beträgt 48:09 Minuten.
Es sprachen u. a.: Ole Lagerpusch (Francis), Natalia Rudziewicz (Anne-May), Jonathan Dümcke (Grover), Bibiana Beglau (Mutter), Carsten Wilhelm (Dr. Sheffer) und
Max Mauff (Brad Jennings).

## Ausgaben
- Benedict Wells: Fast genial. Diogenes, Zürich 2011. ISBN 978-3-257-26122-6